# Барбоскины Team
«Барбо́скины Team» — российский полнометражный приключенческий музыкальный анимационный фильм. Он является вторым полнометражным фильмом, созданным на основе мультсериала «Барбоскины».
Премьера фильма состоялась 22 августа 2022 года в Москве в кинотеатре «Синема Парк Европейский», а 25 августа 2022 года фильм вышел в широкий прокат.
6 октября 2022 года фильм вышел в видеосервисе «Wink» и в онлайн-кинотеатрах «Кинопоиск», «Okko» и «Иви».
Телевизионная премьера мультфильма состоялась 30 июля 2023 года на канале «СТС».
Фильм участвовал в конкурсной программе фестиваля «Суздаль-2024».

## Сюжет
Мультфильм начинается с того, что Лиза собирает всех героев на репетицию. Гена и Дружок обещают скоро прийти, но сами возвращаются к компьютерной игре с очками виртуальной реальности. Барбоскины мечтают прославиться в интернете, и скоро им предстоит участие в конкурсе. Тут герои замечают, что к дому неподалёку на роскошной машине подъезжает Кэт. А вслед за ней едут множество машин журналистов, которые неустанно следят за жизнью звезды танцевального шоу-бизнеса. Кэт делает заявление, что по просьбе подписчиков примет участие в конкурсе «Топ-10 танцевальных клипов» и это место было выбрано для съёмок.
Герои расстраиваются, что теперь у них практически не осталось шансов на победу, так как Кэт – очень сильный конкурент. Все поддерживают Розу и говорят, что у неё всё получится. Появляются Дымок и Пушок. Дымок хвастается, что Кэт – его подруга. Друзья просят его познакомить их с ней. Та с трудом, но всё же узнает его. Роза признаётся, что она её большая поклонница, но их разговор прерывает продюсер.
Продюсер решает навести справки о том, кто такие эти «Барбоскин Team». Она видит, что их популярность растёт, и просит своего программиста Ника составить прогноз роста рейтингов. Искусственный интеллект сообщает, что группа «Барбоскин Team» ждёт успех в интернете, и они обойдут даже Кэт. Продюсер не намерена так легко сдаваться.
А тем временем Барбоскины пытаются снять новый ролик для подписчиков. Элла приезжает к Барбоскиным и приглашает их всех на вечеринку в честь приезда её и Кэт. На вечеринке Ник устанавливает Малышу игру на телефон. Элла предлагает Розе помощь с танцорами для шоу, но Роза отказывается, так как у них своя команда и танцевать они умеют.
Дома игра просит у Малыша, чтобы он включил компьютер, но он не решается это сделать, так как Гена в прошлый раз сильно ругал его за это. Желание поиграть пересиливает. Малыш делает всё по инструкции игры. В результате Ник получает доступ к компьютеру Барбоскиных. Элла намерена поставить дизлайков Барбоскиным и снизить их рейтинг. Дымок пытается привлечь внимание Кэт. Он ей симпатичен, но Элла мешает их общению.
Из-за дизлайков ролик Барбоскиных не берут на конкурс. Элла встречает расстроенную Розу и предлагает сменить команду для того, чтобы набрать рейтинги. Роза по-прежнему не хочет предавать свою семью. Кэт сбегает на встречу с Дымком и Пушком. Лиза подбадривает её. Они продолжают снимать новые ролики, но безуспешно.
По случайности вирус на компьютере удаётся найти. По настоянию Эллы Кэт подбивает Розу бросить своих и сделать совместный танец. Но ей стыдно, и она сознаётся в этом Дымку, тот берется поправить ситуацию, но его ловит охрана. Дымок узнает о планах Эллы выставить Розу в дурном свете. Друзья бросаются спасать её от позора. Несмотря на все усилия ролик утекает в сеть. Кэт отказывается работать с Эллой. Её родители её увольняют. Ник раскаивается в содеянном. Неожиданно ролику удается покорить публику и принести Розе невероятную популярность.

## Роли озвучивали
| Актёр                      | Роль                   |
| -------------------------- | ---------------------- |
| Мария Цветкова-Овсянникова | Роза / Элла            |
| Ирина Обрезкова            | Кэт                    |
| Ксения Бржезовская         | Малыш                  |
| Юлия Зоркина               | Дружок                 |
| Екатерина Гороховская      | Лиза                   |
| Михаил Черняк              | Гена                   |
| Валерий Смекалов           | Дымок                  |
| Иван Чабан                 | Пушок                  |
| Вадим Бочанов              | Дедушка                |
| Михаил Хрусталёв           | Ник / ведущий новостей |
| Дмитрий Высоцкий           | Червяк Петя            |

## Создатели
| Режиссёры и авторы сценария     | Елена Галдобина, Фёдор Дмитриев |
| Продюсеры                       | Сергей Сельянов, Александр Боярский |
| Художник-постановщик            | Олег Маркелов |
| Режиссёр монтажа и автор титров | Сергей Глезин |
| Композитор                      | Георгий Жеряков |
| Звукорежиссёр                   | Евгений Жебчук |
| Использованная музыка           | - «Самая-Самая» (Mikis Remix) 1. Музыка и слова — Артём Королёв, Ренат Сайфутдинов 2. Исполняет — Tanir & Tyomcha - «Песенка Герцога» из оперы «Риголетто», Джузеппе Верди 1. Исполняет — Иван Пономарёв - «Палочки-скакалочки» 1. Музыка и слова — Елена Поплянова 2. Исполняет — Ирина Обрезкова - «Лягушка-хохотушка» 1. Музыка и слова — Елена Поплянова 2. Исполняет — Ирина Обрезкова - «Ножки» 1. Музыка — Елена Поплянова 2. Слова — народные 3. Исполняет — Ирина Обрезкова - «Песенка Лизы» 1. Музыка — Сергей Тарасов 2. Слова — Елена Галдобина 3. Исполняет — Екатерина Гороховская - «Sigueme» 1. Музыка — Александр Боярский 2. Слова — Омар Торрес 3. Исполняет — Омар Торрес - «Sonido Loco» 1. Музыка — Александр Боярский 2. Слова — Омар Торрес 3. Исполняет — Омар Торрес, Александр Боярский - «Absolutely Crazy» 1. Музыка — Александр Боярский 2. Слова — Омар Торрес 3. Исполняют — Омар Торрес, Алехандра Торрес, Луиса де Лоренцо - «Quiero Mambo» 1. Музыка — Александр Боярский 2. Слова — Омар Торрес 3. Исполняют — Омар Торрес, Алехандра Торрес, Луиса де Лоренцо - «Electric» 1. Музыка — Александр Боярский 2. Слова — Омар Торрес 3. Исполняют — Омар Торрес, Алехандра Торрес, Луиса де Лоренцо - «Light of fame» 1. Музыка — Александр Боярский 2. Слова — Вадим Рымалов 3. Исполняет — STEREOLYUBA (Любовь Владимирова) - «Lazy» 1. Музыка — Александр Боярский 2. Слова — Вадим Рымалов 3. Исполняет — DebbyHoliday - «Dancing Cat» 1. Музыка и слова — Александр Боярский 2. Исполняет — Alisa |